# Овсянниково (Орловский район)
Овсянниково — деревня в Орловской области России. 
В рамках административно-территориального устройства входит в Платоновский сельсовет Орловского района, в рамках организации местного самоуправления — в Орловский муниципальный округ.

## География
Расположена на северо-восточной окраине города Орла, в окружении внутригородских районов: Северного (к северу, востоку и югу от деревни) и Железнодорожного (к юго-западу от деревни).

## Население
| 2002 | 2010  |
| ---- | ----- |
| 1273 | ↗1345 |

Согласно результатам переписи 2002 года, в национальной структуре населения русские составляли 93 % от жителей.

## История
С 2004 до 2021 гг. в рамках организации местного самоуправления деревня входила в Платоновское сельское поселение, упразднённое вместе с преобразованием муниципального района со всеми другими поселениями путём их объединения в Орловский муниципальный округ.